# Carrer Major (Anglesola)
El Carrer Major és un conjunt urbà d'Anglesola (Urgell) inclòs a l'Inventari del Patrimoni Arquitectònic de Catalunya.

## Descripció
És un carrer molt característic per la seva llarga i per la seva dotació d'arcs en un costat de la via. Són en total nou arcades de mig punt les quals formen un autèntic porxo davant de moltes façanes d'habitatges i/o comerços. En els dos extrems, les dues arcades es diferencien essent de mig punt rebaixat.
Aquest porxo es forma gràcies a una coberta creada amb un embigat de fusta que el fa un clàssic atractiu arquitectònic. Les nou arcades són unides per l'arrencament de les mateixes formant un sol element. Estan creades amb grans carreus de pedra regulars lligats amb morter. Però es pot apreciar en algunes parts, sobretot en la part interior de l'arcada, que l'aparell canvia essent de pedres petites i molt irregulars.

## Cal Pons (núm. 2)
L'edifici s'asseu sobre tres o quatre arcades o porxos. Tres d'aquestes arcades es conserven sense cap estructura edificada al seu damunt. No se sap si són ruïnes de l'habitatge o bé que mai s'acabà de construir. A sobre d'aquestes arcades només s'hi pot observar l'obertura d'una finestra rectangular amb un guardapols, just a l'extrem esquerre de la façana. La resta és feta en el segle XX seguint els models típics habituals. S'ha utilitzat ciment en substitució als carreus de pedra i tampoc no s'ha respectat la tipologia del segle xv, que és quan es va fundar l'estructura. Cal destacar però l'interior de l'habitatge on es conserven els corrals en perfecte estat. Es pot observar la presència de tres voltes de mig punt, de construcció molt austera, utilitzant fragments de pedra en filades molt irregulars i col·locades de forma molt desigual. S'ha dit que podrien formar part d'una primitiva estructura del poble. A més a més del corral, també es conserva l'estança del celler on hi ha signes o dipòsits de pedra per guardar oli o gra. L'estança del celler on hi ha signes o dipòsits de pedra per guardar oli o gra.
Fins als anys 1970, fou propietat d'una de les famílies més importants de la vila, malgrat que tenien altres interessos o propietats més importants a les comarques tarragonines.

## Història
És un dels carrers més antics d'Anglesola, el que conduïa cap a l'Església Parroquial de Sant Pau de Narbona.